# Lantapan
Lantapan es un municipio filipino de primera categoría, situado al norte de la isla de Mindanao. Forma parte de  la provincia de Bukidnon situada en la Región Administrativa de Mindanao del Norte en cebuano Amihanang Mindanaw, también denominada Región X. 
Para las elecciones está encuadrado en el Segundo Distrito Electoral.

## Barrios
El municipio de Lantapan se divide, a los efectos administrativos, en 14 barangayes o barrios, conforme a la siguiente relación:

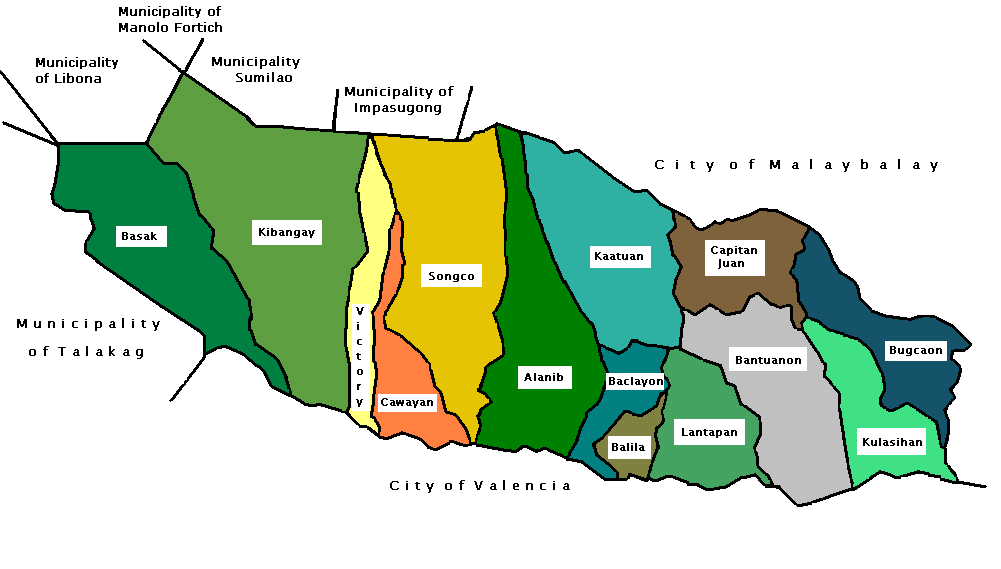
Mapa político de Lantapan

| - Alanib - Baclayon - Balila | - Bantuanon - Basak - Bugcaon | - Kaatuan - Capitán Juan - Cawayan | - Kulasihan - Kibangay - Población | - Songco - Victory |  |

## Historia
El 18 de junio de 1966  los barrios de Bugcaon, Culasihan, Bantuanon, Lantapan, Balila, Baclayon, Alanib, Kaatuan, Songko, Victory, Kibangay, Basak y Kibogtong, así como  el territorio que situado al  oeste de Cabangahan Creek se extiende hacia el límite con el municipio de Talacag, hasta ahora pertenecientes al municipio de Malaybalay, quedan separados para formar el nuevo municipio de Lantapan, con la sede del gobierno en el barrio del mismo nombre. Los barrios de Cabangahan y Bangcud permanecerán en el municipio de Malaybalay.